# ادی مارسن
ادی مارسن (به انگلیسی: Eddie Marsan) (زادهٔ ۲۳ ژوئن ۱۹۶۸) بازیگر انگلیسی است.
از فیلم‌های معروف او می‌توان به فیلم‌های مأموریت غیرممکن ۳، اسب کارزار، جنایت و مکافات، بلوند اتمی، محاکمه خدا، بیوولف و گرندل، رودخانه، افسانه‌های واهی، کتاب جنگل، هابز و شاو، میمون شاه، پیمانکار، ناپدید شدن آلیس کرید، بهترین آن‌ها، هنرمند درجه یک، جیب خدا، بهترین مردان، استثنا و وسپر اشاره کرد.